# The Dangerous Summer
The Dangerous Summer est un groupe de rock américain originaire d'Ellicott City, dans le Maryland, aux États-Unis. Le nom du groupe est tiré du livre du même nom d'Ernest Hemingway.

## Biographie
Le groupe se forme en été 2006 à Ellicott City durant leur dernière année de lycée. Il est alors composé d'A.J. Perdomo, au chant et à la basse, Bryan Czap, et Cody Payne à la guitare et Tyler Minsberg, à la batterie. Ils sortent alors leur premier EP, There Is No Such Thing as Science, qui attire l'attention de plusieurs labels, dont Hopeless Records avec qui ils signent huit mois plus tard, en avril 2007. Ils réédite ensuite leur premier EP sous un nouveau nom, If You could Only Keep Me Alive, en y incluant de nouvelles chansons. En avril 2009, le groupe joue dans le festival The Bamboozle.
Le premier album studio du groupe, Reach for the Sun, sort le 5 mai 2009 et a atteint la 42e place du Heatseekers Billboard. Une version acoustique de cet album sortira le 15 mars 2011. La chanson The Permanent Rain est utilisée dans une bande-annonce du film Love Happens.
Leur deuxième album, War Paint, sort le 19 juillet 2011. Il atteint la 149ème du Billboard 200 le 6 août 2011.Ils participent au Warped Tour 2011 sur la scène Nintendo 3DS. Après ces concerts, le batteur Tyler Minsberg quitte le groupe et est remplacé par Ben Cato. En 2012, Bryan Czap quitte également le groupe et est remplacé par le guitariste Matt Kennedy.
Le groupe termine de composer son troisième album le 26 février 2013. Celui-ci s'intitule Golden Record, et sort le 6 août 2013. 
En 2014, le chanteur, A.J. Perdomo, quitte le groupe à cause du guitariste Cody Payne. Après son départ, le groupe se met en hiatus. 
En février 2017, Cody Payne est condamné à un an de prison après avoir été accusé de cambriolage,. Le 8 juillet 2017, le groupe met en ligne une vidéo, suivie le lendemain d'une vidéo faisant allusion à une annonce le 10 juillet pour le retour du groupe. Cody Payne, quant à lui, poste sur Facebook que le groupe se réunira sans lui.
Le 19 octobre 2017, The Dangerous Summer annonce son prochain album The Dangerous Summer, pour le 26 janvier 2018, avec un premier single intitulé, Fire.
Le 19 février 2019, le titre Where Were You When the Sky Opened Up sort. Il apparait alors sur le sixième album du groupe, Mother Nature, qui sort le 14 juin 2019.
En mai 2020, The Dangerous Summer met fin à son contrat avec Hopeless Records et sort sa première chanson auto-produite Fuck Them All sur leur propre label Molly Water Music. Après le départ de leur batteur Ben Cato, ils recrutent Aaron Gillespie, membre des groupes Underoath et The Almost, pour terminer leur nouvel EP, All That Is Left Is The Blue Sky, sorti le 4 décembre 2020, et assurer les concerts.
Christian Zawacki et Josh Withenshaw, ancien membre d'Every Avenue et déjà membre de tournée du groupe, rejoignent The Dangerous Summer en tant que membre permanent, respectivement à la batterie et à la guitare. 
Le 26 aout 2022, le groupe sort un nouvel album intitulé Coming Home. 

## Membres
Membres actuels
- AJ Perdomo - chant / auteur-compositeur, guitare basse (2006-2014, et depuis 2017)
- Matt Kennedy - guitare solo, chœurs (2012-2014 et depuis 2017)
- Josh Withenshaw – guitare (depuis 2021)
- Christian Zawacki – batterie (depuis 2022)

Anciens membres
- Cody Payne - guitare rythmique, chœurs (2006-2014)
- Bryan Czap - guitare solo (2006-2012[21])
- Tyler Minsberg - batterie, percussions (2006-2010[22], 2011)[23]
- Ben Cato - batterie (2012-2014, 2017-2020)
- Aaron Gillespie - batterie (2020)

## Discographie

### Albums studios
- Reach for the Sun (Hopeless Records, 2009)
- An Acoustic Performance of "Reach for the Sun" (Hopeless Records, 2011)
- War Paint (Hopeless Records, 2011)
- Golden Records (Hopeless Records, 2013)
- The Dangerous Summer (Hopeless Records, 2018)
- Mother Nature (Hopeless Records, 2019)
- Coming Home (Molly Water Music, 2022)
- Gravity (Rude Records, 2024)

### EP
- There Is No Such Thing as Science (2007)
- If You Could Only Keep Me Alive (Hopeless Records, 2007)
- All That Is Left Of The Blue Sky (Molly Water Music, 2020)

### Live
- Live in Baltimore (Hopeless Records, 2010)